# Шеридан (Монтана)
Шеридан (енгл. Sheridan) град је у америчкој савезној држави Монтана.

## Демографија
По попису из 2010. године број становника је 642, што је 17 (-2,6%) становника мање него 2000. године.
| Група             | 2000.       | 2010.       |
| Белци             | 627 (95,1%) | 608 (94,7%) |
| Афроамериканци    | 1 (0,2%)    | 2 (0,3%)    |
| Азијати           | 0 (0,0%)    | 3 (0,5%)    |
| Хиспаноамериканци | 11 (1,7%)   | 7 (1,1%)    |
| Укупно            | 659         | 642         |